# Зіненко Іван Лаврентійович
Іван Лаврентійович Зіненко (нар. 25 грудня 1918, село Старий Іржавець, тепер Оржицького району Полтавської області — ?) — український радянський діяч, голова колгоспу «Перше Травня» села Велике Вербче Сарненського району Рівненської області. Депутат Верховної Ради СРСР 9—10-го скликань.

## Біографія
Народився в селянській родині. З 1934 по 1939 рік працював колгоспником, обліковцем, бригадиром колгоспу села Старий Іржавець Оржицького району Полтавської області.
З 1939 по 1946 рік — в Червоній армії. Член ВКП(б) з 1941 року.
Учасник німецько-радянської війни з 1941 року. Служив радіотелеграфістом 108-го гарматного артилерійського полку Резерву головного командування (з жовтня 1941 по січень 1942); командиром відділення радіо 75-го гвардійського армійського артилерійського полку 31-ї армії Калінінського, Західного фронтів; старшим радіотелеграфістом, командиром відділення радіобатареї гарматної артилерійської бригади 14-ї гвардійської гарматної артилерійської бригади 4-ї гвардійської гарматної артилерійської дивізії Резерву головного командування 3-го Білоруського фронту.
Після демобілізації в 1946 році працював у системі споживчої кооперації.
З 1947 року — голова виконавчого комітету сільської ради, пропагандист Степанського районного комітету КП(б)У Рівненської області.
У березні 1952—1963 роках — голова колгоспу «Шлях до комунізму» села Велике Вербче Степанського (потім — Сарненського) району Рівненської області. З 1963 по 1986 рік — голова колгоспу «Перше Травня» села Велике Вербче Сарненського району Рівненської області.
Без відриву від виробництва закінчив сільськогосподарський технікум, а потім — Житомирський сільськогосподарський інститут.
Потім — на пенсії в селі Велике Вербче Сарненського району Рівненської області.

## Нагороди
- два ордени Леніна
- орден Жовтневої Революції
- орден Трудового Червоного Прапора (26.02.1958)
- орден Вітчизняної війни ІІ ст. (6.04.1985)
- орден Червоної Зірки (8.07.1944)
- медаль «За бойові заслуги» (1943)
- медаль «За оборону Москви» (25.11.1944)
- медалі